# Брод (град в Република Сръбска)
Вижте пояснителната страница за други значения на Брод.
Брод (на сръбски: Брод, на хърватски: Bosanski Brod) е град в Република Сръбска, Босна и Херцеговина. Административен център на община Брод в Босненска Посавина. Населението на града през 1991 година е 14 098 души.

## Население
Населението на града през 1991 година е 14 098 души.

### Етнически състав
| Брод                  |                |                |                |
| Година на преброяване | 1991.          | 1981.          | 1971.          |
| Сърби                 | 4373 (31,01 %) | 3505 (28,02 %) | 3229 (32,28 %) |
| Хървати               | 4086 (28,98 %) | 3812 (30,48 %) | 4166 (41,64 %) |
| Мюсюлмани             | 2246 (15,93 %) | 1682 (13,44 %) | 2093 (20,92 %) |
| Югославяни            | 2760 (19,57 %) | 3406 (27,23 %) | 376 (3,75 %)   |
| Други и неопределени  | 633 (4,48 %)   | 101 (0,80 %)   | 139 (1,38 %)   |
| Общо                  | 14 098         | 12 506         | 10 003         |

## Личности
Личности родени в Брод са:
- Лиляна Талаич (1938-2007) – хърватска оперна певица